# Audrey (cantante)
Audrey, pseudonimo di Adriana Medini (Mannheim, 17 novembre 1942 – 9 giugno 2012), è stata una cantante e attrice tedesca.
Nei Paesi di lingua tedesca è conosciuta anche come Audrey Arno.

## Biografia e carriera
Nata in Germania in una famiglia di circensi (il padre, italiano, è un clown e la madre, francese, una cavallerizza), gira l'Europa prima col Circo Barney e poi col Circo Williams.
Si stabilisce poi a Parigi, dove inizia l'attività musicale e dove viene scoperta nel 1961 da Henri Salvador.
Nel 1962 partecipa al Festival Internazionale di Saint Vincent come rappresentante della Germania; decide quindi di trasferirsi in Italia e firma un contratto discografico con la Ariston Records di Alfredo Rossi.
Nel 1964 partecipa al Festival di Pesaro, questa volta come rappresentante della Francia; ritorna a questa manifestazione l'anno successivo con il brano Vivere senza amore.
Partecipa al Festival di Sanremo 1965 con Prima o poi, in abbinamento con Remo Germani, accedendo alla serata finale.
Nel 1967 partecipa al Montreux Jazz Festival.
Continua poi l'attività in Francia fino ai primi anni settanta, per poi trasferirsi in Nevada, dove continua a cantare a Las Vegas nelle produzioni del Moulin Rouge fino alla scomparsa.
Negli ultimi anni si era ammalata della malattia di Alzheimer.

## Discografia

### Singoli
- 1961: Paschanga/Bei mir ist nix Amore so im Vorübergehn (Polydor, 24 396; pubblicato in Germania)
- 1961: Bitte Bleib Bei Mir/Limbo Italiano (Polydor, 52 098; pubblicato in Svizzera)
- 1964: Si dice sempre sono giovani/Per questo sbagliai (Ariston Records, AR 020)
- 1965: I ragazzi dal bacio facile/Quattro piccoli soldati (Ariston Records, AR 029)
- 1965: Prima o poi/Più amici diventiamo (Ariston Records, AR 031)
- 1965: Alto come me/Perché fai così (Ariston Records, AR 047)
- 1967: I ragazzi dal bacio facile/Op-là (Ariston Records, AR 047)
- 1971: Ich bin kein Kind von Traurigkeit/Adios Mexico (Disques Vogue, DV 11197)

### EP
- 1963: Le Mal De Leurs Vingt Ans/Voilà Mon Erreur/Comme Je T'Aime!/Fière De Toi (Disques Salvador, 434 852 BE)